# Last Post Association

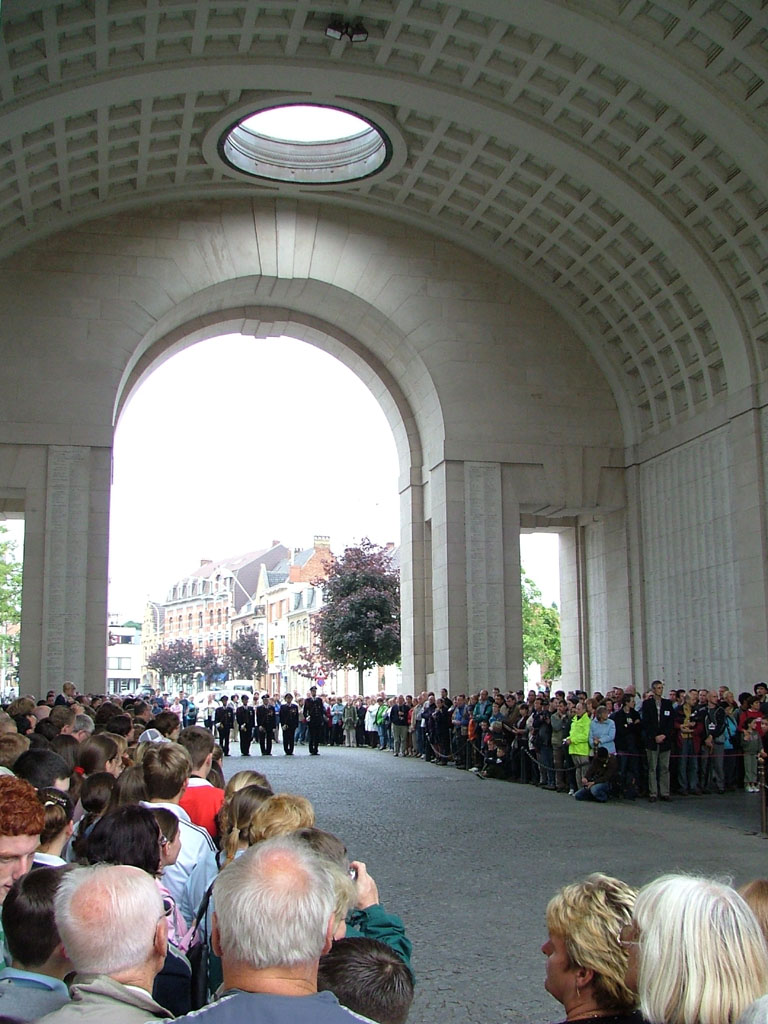
Drukte onder de Menenpoort tijdens de Last Post

De Last Post Association is een Ieperse vrijwilligersorganisatie. De vereniging werd opgericht in 1928 op initiatief van het toenmalige hoofd van de politie, Pierre Vandenbraambussche, en organiseert sindsdien elke avond de Last Post-plechtigheid in de Ieperse Menenpoort. Zij stelt zich tot doel deze traditie onbeperkt in stand te houden.
De Last Post Association wil bijdragen tot alles wat de betekenis van het eerbetoon aan de in de Eerste Wereldoorlog gesneuvelde geallieerde militairen kan versterken. Ze wil ook eerbied opwekken voor alles wat de Menenpoort vertegenwoordigt: het offer en het lijden, maar ook de solidariteit, het plichtbewustzijn en de heldhaftigheid van de soldaten die aan de strijd deelnamen.
De klaroenblazers van de organisatie zijn traditioneel vrijwilligers van de lokale brandweer en dragen daar het uniform van.
Naast het bestuur en de klaroenblazers bestaat de Last Post Association ook uit een kleine groep vrijwilligers, de ceremonial assistants genaamd. Deze vrijwilligers staan elke avond in om de ceremonie in goede banen te leiden. De bezoekers aan de dagelijkse herdenking kunnen bij hen terecht voor een woordje uitleg, maar ze zorgen er ook voor dat de Menenpoort verkeersvrij wordt zodat de ceremonie kan plaatsvinden. 

## Verloop
Verloop van een uitgebreide Last Post-plechtigheid:
- Geef acht
- Gebed en/of toespraak
- Last Post
- Exhortatie (uit: 'For the fallen' van L. Binyon)
- 1 minuut stilte
- Lament
- Kranslegging
- Kohima
- Reveille
- Nationale Volkslied(eren)

In deze vorm wordt de Last Post te Ieper enkel gebracht bij bijzondere gelegenheden. 
De dagelijkse ceremonie kent een korter verloop: 
- Geef acht
- Last Post
- Exhortatie (uit: 'For the fallen' van L. Binyon)
- 1 minuut stilte
- Reveille

## Missie
Trouw aan de statuten wil de Last Post Association de soldaten van het Britse Rijk die het leven lieten tijdens de Grote Oorlog van 1914-'18 eren en herdenken. Hierdoor wordt dankbaarheid betoond, elke dag opnieuw, aan hen die streden en sneuvelden voor het herstel van de vrede en de onafhankelijkheid van België.
De Menenpoort is gekozen als plek aangezien op de wanden van de poort de namen staan gebeiteld van 54.896 soldaten van de Commonwealthlanden die in de Eerste Wereldoorlog sneuvelden en van wie geen identificeerbaar stoffelijk overschot werd gevonden. Ofwel liggen ze verloren in de Ieperse velden, ofwel op een van de vele oorlogsbegraafplaatsen rond Ieper, met op de grafsteen de vermelding Known Unto God. Het gaat om de namen van de vermiste militairen uit het Gemenebest tot aan de slag bij Langemark (16 augustus 1917). De Menenpoort werd ook gekozen omdat dit de plaats was waarlangs vele soldaten naar het front trokken, vaak om nooit meer terug te keren.
Op de Menenpoort konden niet alle namen vermeld worden, vandaar dat de vermisten vanaf die datum op het Tyne Cot Memorial vermeld staan. Voor de vermisten uit Nieuw-Zeeland en Newfoundland werden elders aparte gedenktekens opgericht.
De betekenis van de plechtigheid is in de loop der jaren wat uitgebreid: wanneer de Last Post geblazen wordt, worden niet alleen de gesneuvelden van het Britse Gemenebest herdacht, maar evenzeer de Belgische, Franse en andere geallieerden die meevochten.

## Symboliek
Elke avond om 20 uur wordt het verkeer onder de Menenpoort stilgelegd door de politie om de klaroenblazers van de Last Post Association de kans te geven hun eerbetoon te blazen ter nagedachtenis van de soldaten die in de Eerste Wereldoorlog op Belgisch grondgebied vochten en sneuvelden.
De Last Post is oorspronkelijk het klaroengeschal dat in het Britse en andere legers het einde van de werkdag aankondigde. In die context staat de Last Postplechtigheid voor een laatste vaarwel aan de gesneuvelden. De Reveille werd traditioneel gespeeld bij het aanvang van de dag, om de troepen wakker te maken en hen tot de plicht op te roepen. In de context van de Last Post-plechtigheid symboliseert de Reveille niet enkel het terugkeren naar het dagelijkse leven na de plechtigheid, maar eveneens de wens van eeuwige rust voor de gesneuvelden.
Tijdens de Tweede Wereldoorlog werd, onder de Duitse bezetting, de ceremonie verboden. De hele oorlog door werd een vervangende ceremonie gehouden op Brookwood Military Cemetery, in Surrey. Op 6 september 1944, de dag waarop de 1e Pantserdivisie (Polen) Ieper bevrijdde, werd de traditie hernomen, ondanks het feit dat toen nog gevochten werd in andere delen van de stad.

## Deelname
Deze dagelijkse Last Postplechtigheid is vrij toegankelijk voor iedereen.
Op aanvraag kan aan groepen of personen die de missie van de Last Post Association steunen worden toegestaan aan de plechtigheid deel te nemen. Ze kunnen tijdens de dagelijkse plechtigheid een krans neerleggen ter nagedachtenis aan de gesneuvelden. Muziekbands, koren en andere groepen die de plechtigheid wensen op te luisteren kunnen daartoe eveneens een verzoek indienen. Deze plechtigheden vangen ook aan om 20 uur, maar kennen een uitgebreider verloop dan de gewone plechtigheid.